# 緬因州第一騎兵團

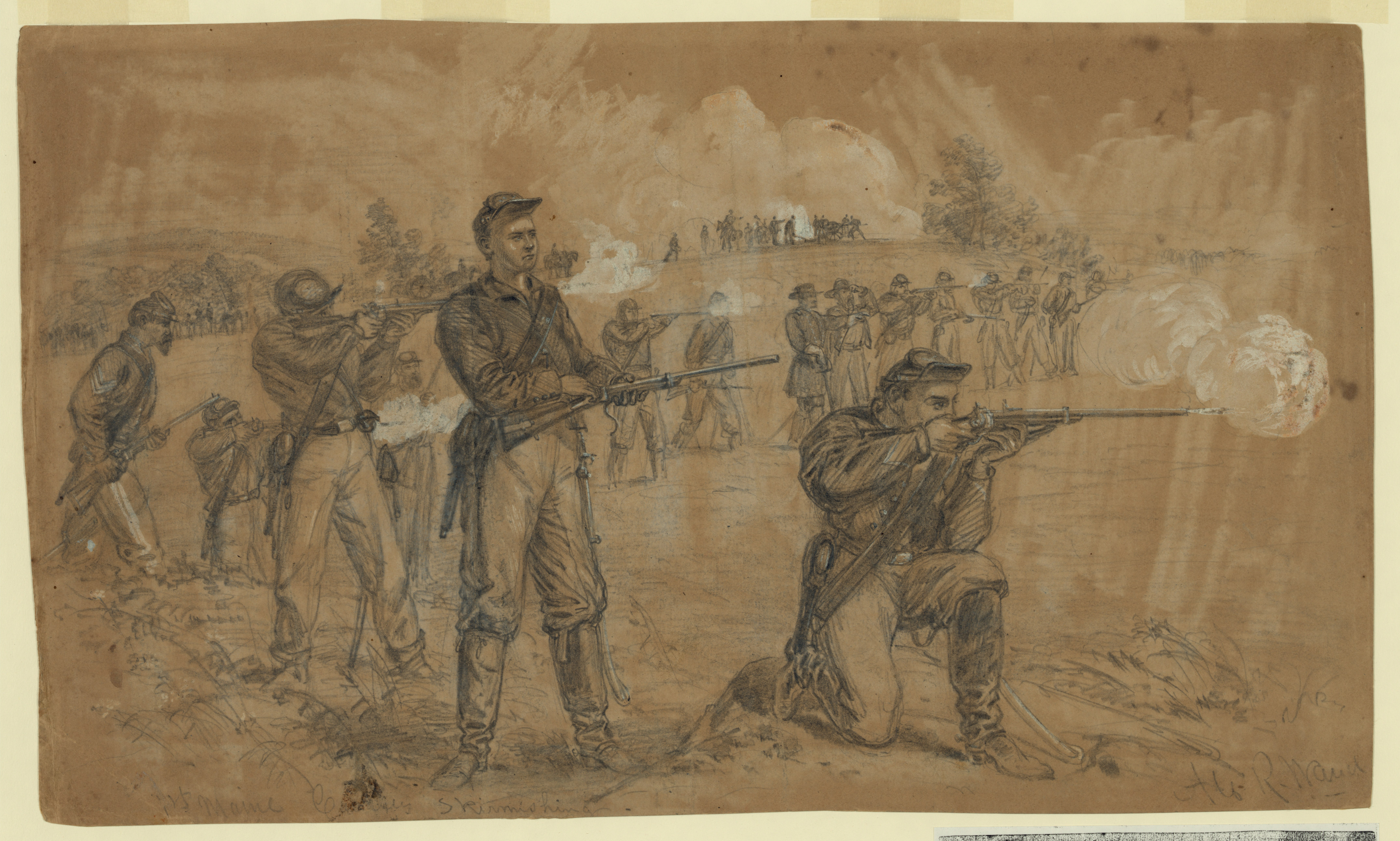
缅因州第一骑兵团

緬因州第一騎兵團(1st Maine Cavalry)是美國南北戰爭早期 – 即1861年11月 – 於奧古斯塔 (緬因州)(Augusta)成立，是聯邦軍隊中的騎兵團之一。

## 戰役生涯
次年，第一騎兵團的十個連一一趕至華盛頓特區，然後參與了史特拉斯堡之役，白蘭地站之役，弗雷德里克斯堡之役(Fredericksburg)，南山之役和安提耶坦之役(Antietam)等等，死傷者達700人。
經歷了米德爾堡之役(Middleburg)和阿珀維爾之役(Upperville)後，緬因州第一騎兵團於7月2日來到蓋茨堡，並於次日與進攻的敵騎作戰。7月16日邦聯的史都華將軍率其騎兵於Shepherdstown向聯邦的一支兵團發動攻擊，緬因州第一騎兵團其後上戰場迎敵，直至入夜。
北維吉尼亞軍團全面撤回維吉尼亞州後，聯邦軍隊的新將軍格蘭特率軍一路南下，跟隨的緬因州第一騎兵團參與了冷港之役，聖瑪莉堂之役和莫爾文山州役等等。此年(1864年)的傷亡人數達421人。
最後，緬因州第一騎兵團攻克了彼時斯堡，又打了數場戰役(如Cat Tail Run)。
戰後，1865年8月，第一騎兵團返回奧古斯塔，然後宣佈解散。

## 外部連結
（页面存档备份，存于） 緬因州第一騎兵團之歷史